# Грінейкерс (Каліфорнія)
Грінейкерс (англ. Greenacres) — переписна місцевість (CDP) в США, в окрузі Керн штату Каліфорнія. Населення — 5496 осіб (2020).

## Географія
Грінейкерс розташований за координатами 35°23′0″ пн. ш. 119°7′6″ зх. д. / 35.38333° пн. ш. 119.11833° зх. д. (35.383220, -119.118249).  За даними Бюро перепису населення США в 2010 році переписна місцевість мала площу 5,16 км², уся площа — суходіл.

## Демографія
Згідно з переписом 2010 року, у переписній місцевості мешкало 5566 осіб у 1940 домогосподарствах у складі 1464 родин. Густота населення становила 1079 осіб/км².  Було 2062 помешкання (400/км²).
Расовий склад населення:
| - 82,9 % — білих - 2,1 % — корінних американців - 1,3 % — азіатів - 0,9 % — чорних або афроамериканців - 0,1 % — вихідців з тихоокеанських островів - 9,2 % — осіб інших рас |

До двох чи більше рас належало 3,6 %. Частка іспаномовних становила 20,1 % від усіх жителів.
За віковим діапазоном населення розподілялося таким чином: 25,2 % — особи молодші 18 років, 61,7 % — особи у віці 18—64 років, 13,1 % — особи у віці 65 років та старші. Медіана віку мешканця становила 37,9 року. На 100 осіб жіночої статі у переписній місцевості припадало 99,8 чоловіків;  на 100 жінок у віці від 18 років та старших — 98,1 чоловіків також старших 18 років.
Середній дохід на одне домашнє господарство  становив 70 567 доларів США (медіана — 57 780), а середній дохід на одну сім'ю — 78 090 доларів (медіана — 60 379). Медіана доходів становила 52 053 долари для чоловіків та 32 477 доларів для жінок. За межею бідності перебувало 10,5 % осіб, у тому числі 9,9 % дітей у віці до 18 років та 7,7 % осіб у віці 65 років та старших.
Цивільне працевлаштоване населення становило 2000 осіб. Основні галузі зайнятості: освіта, охорона здоров'я та соціальна допомога — 19,4 %, науковці, спеціалісти, менеджери — 12,5 %, фінанси, страхування та нерухомість — 9,9 %, роздрібна торгівля — 9,8 %.